# Oratorio del Caballero de Gracia
L'Oratorio del Caballero de Gracia è una chiesa neoclassica che si trova a Madrid e dedicata a Jacobo de Grattis, noto come il Caballero de Gracia.
La chiesa venne realizzata nel 1789 su progetto di Juan de Villanueva ed è uno dei tesori architettonici più nascosti di Madrid perché dall'esterno appare piccola, dato che il suo portale si trova in un angolo della Gran Vía.